# Cantó de La Courneuve
El cantó de La Courneuve és un cantó francès del departament de Sena Saint-Denis, dividit entre el districte de Le Raincy i el districte de Saint-Denis. Des del 2015 té 3 municipis.

## Municipis
- Le Bourget
- La Courneuve
- Dugny

## Història
| Data d'elecció                           | Identitat             | Partit | Qualitat |
| ---------------------------------------- | --------------------- | ------ | -------- |
| 1967-1979                                | Gilbert Chardon       | PCF    |          |
| 1979-1990                                | Pierre Tavernier      | PCF    |          |
| 1990-1998                                | Muguette Jacquaint    | PCF    |          |
| 1998-2004                                | Marie-Christine Labat | PCF    |          |
| 2004-                                    | Stéphane Troussel     | PS     |          |
| les dades anteriors no són pas conegudes |                       |        |          |
|                                          |                       |        |          |

## Demografia
| A partir de 1990: Població sense dobles comptes |